# 10th Screen Actors Guild Awards
10th SAG Awards

22. februar 2004
Best Cast - Motion Picture:

The Lord of the Rings:
The Return of the King
Best Cast - Drama Series:

Six Feet Under
Best Cast - Comedy Series:

Sex and the City
10th Screen Actors Guild Awards blev afholdt på Shrine Exposition Center, Los Angeles, Californien, USA den 22. februar 2004, for at ære de bedste skuespillere i året 2003.

## Vindere og nominerede

### Film

#### Outstanding Actor
Johnny Depp – Pirates of the Caribbean: The Curse of the Black Pearl
- Bill Murray – Lost in Translation
- Sean Penn – Mystic River
- Ben Kingsley – House of Sand and Fog
- Peter Dinklage – The Station Agent

#### Outstanding Actress
Charlize Theron – Monster
- Naomi Watts – 21 Grams
- Diane Keaton – Something's Gotta Give
- Evan Rachel Wood – Thirteen
- Patricia Clarkson – The Station Agent

#### Outstanding Supporting Actor
Tim Robbins – Mystic River
- Benicio del Toro – 21 Grams
- Alec Baldwin – The Cooler
- Ken Watanabe – The Last Samurai
- Chris Cooper – Seabiscuit

#### Outstanding Supporting Actress
Renée Zellweger – Cold Mountain 
- Holly Hunter – Thirteen
- Patricia Clarkson – Pieces of April
- Keisha Castle-Hughes – Whale Rider
- Maria Bello – The Cooler

#### Outstanding Cast
Ringenes Herre - Kongen vender tilbage
Sean Astin
Sean Bean
Cate Blanchett
Orlando Bloom
Billy Boyd
Bernard Hill
Ian Holm
Ian McKellen
Dominic Monaghan
Viggo Mortensen
John Noble
Miranda Otto
John Rhys-Davies
Andy Serkis
Liv Tyler
Karl Urban
Hugo Weaving
David Wenham
Elijah Wood
- In America
- Mystic River
- Seabiscuit
- The Station Agent

### Fjernsyn

#### Outstanding Actor – Drama Series
Kiefer Sutherland – 24 timer 
- Treat Williams, Everwood
- Peter Krause, Six Feet Under
- Martin Sheen, The West Wing
- Anthony LaPaglia, Without a Trace

#### Outstanding Actor – Comedy Series
Tony Shalhoub – Monk 
- Peter Boyle, Everybody Loves Raymond
- Brad Garrett, Everybody Loves Raymond
- Ray Romano, Everybody Loves Raymond
- Sean Hayes, Will & Grace

#### Outstanding Actor – Television Movie or Miniseries
Al Pacino – Angels in America
- Justin Kirk, Angels in America
- Jeffrey Wright, Angels in America
- Forest Whitaker, Deacons for Defense
- Paul Newman, Our Town

#### Outstanding Actress – Drama Series
Frances Conroy – Six Feet Under 
- Jennifer Garner, Alias
- Tyne Daly, Judging Amy
- Mariska Hargitay, Law & Order: Special Victims Unit
- Stockard Channing, The West Wing
- Allison Janney, The West Wing

#### Outstanding Actress – Comedy Series
Megan Mullally – Will & Grace
- Patricia Heaton, Everybody Loves Raymond
- Doris Roberts, Everybody Loves Raymond
- Lisa Kudrow, Friends
- Debra Messing, Will & Grace

#### Outstanding Actress – Television Movie or Miniseries
Meryl Streep – Angels in America
- Mary-Louise Parker, Angels in America
- Emma Thompson, Angels in America
- Anne Bancroft, The Roman Spring of Mrs. Stone
- Helen Mirren, The Roman Spring of Mrs. Stone

#### Outstanding Ensemble – Drama Series
Six Feet Under 
Lauren Ambrose
Frances Conroy
Ben Foster
Rachel Griffiths
Michael C. Hall
Peter Krause
Peter Macdissi
Justina Machado
Freddy Rodriguez
Mathew St. Patrick
Lili Taylor
Rainn Wilson
- CSI: Crime Scene Investigation
- Law & Order
- The West Wing
- Without a Trace

#### Outstanding Ensemble – Comedy Series
Sex and the City
Kim Cattrall
Kristin Davis
Cynthia Nixon
Sarah Jessica Parker
- Everybody Loves Raymond
- Frasier
- Friends
- Will & Grace

### Life Achievement Award
Screen Actors Guild Awards 41st Annual Life Achievement Award:
Karl Malden